# Werner Hessenland
Werner Wilhelm Max Hessenland (* 14. März 1909 in Höchst am Main; † 10. Juni 1979 in Troisdorf) war ein deutscher Schauspieler und Hörspielsprecher.

## Leben
Werner Hessenland wurde als Sohn des Universitätsprofessors Max Hessenland und dessen Ehefrau Margarete Siemssen geboren. Nach dem Abitur studierte er zunächst an der Ludwig-Maximilians-Universität München bei Artur Kutscher. Schauspielunterricht nahm er bei Hans Schlenck.
Als Schauspieler begann er 1930 an den Münchner Kammerspielen. Es folgten Theaterengagements zunächst in Königsberg und Karlsruhe, anschließend am Stadttheater Danzig, wo er u. a. Richard III. und den Mephisto spielte. Von 1937 bis 1945 war er am Staatstheater Dresden engagiert. Hier trat er u. a. als Franz Moor und wieder als Mephisto auf. Er war außerdem Lehrer an der Schauspielschule des Dresdner Theaters. Von 1946 bis 1955 war er an den Städtischen Bühnen Köln engagiert. 1956 wechselte er an die Münchner Kammerspiele.
Bekannt wurde er auch als Sprecher bei verschiedenen Krimihörspielen wie Aus der Chronik des Dr. Watson: Das leere Haus (Regie: Heinz-Günter Stamm), Peter Voss, der Millionendieb und Die Orchideenparty.
Hessenland war mit der Schauspielerin Hilde Wenzel verheiratet. Aus der Ehe gingen drei Kinder  (zwei Söhne und eine Tochter) hervor.

## Filmografie
- 1936: Die große und die kleine Welt
- 1949: Gesucht wird Majora
- 1949: Madonna in Ketten
- 1954: Meines Vaters Pferde I. Teil Lena und Nicoline
- 1954: Meines Vaters Pferde II. Teil Seine dritte Frau
- 1954: Der Engel mit dem Flammenschwert
- 1955: Es geschah am 20. Juli
- 1955: Ciske – ein Kind braucht Liebe
- 1955: Suchkind 312
- 1956: Viele kamen vorbei
- 1957: Ein Spiel von Tod und Liebe
- 1958: Die Bekehrung des Ferdys Pistora
- 1958: Bäume sterben aufrecht
- 1958: Taiga
- 1959: Affäre Dreyfus
- 1959: Ein Mann geht durch die Wand
- 1960: Strafbataillon 999
- 1960: Am grünen Strand der Spree (Folge: Der General)
- 1960: Mein Schulfreund
- 1960: Eine Frau fürs ganze Leben
- 1961: Rosmersholm
- 1961: Eins, zwei, drei (One, Two, Three)
- 1962: Wetter veränderlich
- 1963: Ein besserer Herr
- 1963: Der schlechte Soldat Smith
- 1964: Der Hund des Generals
- 1964: Sie werden sterben, Sire
- 1965: Der wahre Jakob
- 1965: Oberst Wennerström (Zweiteiler)
- 1966: Der Fall Rouger
- 1966: Die Ersten und die Letzten
- 1966: Münchhausen
- 1966: Der Fall Mata Hari
- 1966: Der Fall der Generale
- 1966: Flieger Ross
- 1966: Sie schreiben mit (Folge: Die Annonce)
- 1967: Bäume sterben aufrecht
- 1967: Lord Arthur Saviles Verbrechen
- 1967: Sherlock Holmes (Folge: Sechsmal Napoleon)
- 1968: Peter und Sabine
- 1969: Epitaph für einen König
- 1969: Pater Brown (Folge: Wer war der Täter?)
- 1969–1970: Die Perle – Aus dem Tagebuch einer Hausgehilfin
- 1970: Frisch, fromm, fröhlich, frei
- 1971: Die Schrott-Story
- 1971: Operation Walküre
- 1972: Merkwürdige Geschichten (Folge: Ein Schatten seiner selbst)
- 1976: Der Winter, der ein Sommer war

## Hörspiele (Auswahl)
- 1957: Hans Daiber: Kathedrale mit zwei Sternchen. Funkerzählung. Regie: Fritz Peter Vary. WDR.
- 1960: Ewald G. Seeliger: Peter Voss, der Millionendieb, 3. Teil: Peter Voss in Untersuchungshaft. – Bearbeitung: Hartmann Goertz. Kriminalhörspiel. Regie: Heinz-Günter Stamm. BR.
- 1961: Georges Simenon: Maigret und seine Skrupel. - Bearbeitung: Gert Westphal. Regie: Heinz-Günter Stamm. BR. Der Audio Verlag 2005. ISBN 978-3-89813-390-6.
- 1966: Rex T. Stout: Die Orchideenparty (Teil 3, 5, 6) – Bearbeitung: Wolfgang Nied. Kriminalhörspiel. Regie: Hermann Pfeiffer. Westdeutscher Rundfunk.
- 1968: Arthur Conan Doyle: Aus der Chronik des Dr. Watson, 2. Folge: Das leere Haus. – Bearbeitung: Michael Hardwick. Kriminalhörspiel. Regie: Heinz-Günter Stamm. BR.